# Zamach w Mogadiszu (24 sierpnia 2010)
Zamach w Mogadiszu, stolicy Somalii – akt terroryzmu, który miał miejsce 24 sierpnia 2010 w hotelu Muna w czasie krwawych walk w mieście.

## Szczegóły zamachu
23 sierpnia 2010 Szebabowie (bojownicy Al-Shabaab) ogłosili ostateczną wojnę przeciwko najeźdźcom, jak nazwano 6 tys. żołnierzy Unii Afrykańskiej stacjonujących w Mogadiszu.
Atak przeprowadził 24 sierpnia zamachowiec-samobójca oraz inni bojownicy przy pomocy broni palnej, należący do radykalnego ugrupowania Al-Shaabab i walczący z rządem centralnym. 32 osoby, w tym 6 parlamentarzystów, straciło życie.
Zaatakowany hotel znajdował się w pobliżu pałacu prezydenckiego. Z tego powodu, w obawie przed możliwym atakiem ekstremistów, zwiększono środki bezpieczeństwa w jego okolicy.
Sheikh Ali Mohamoud Rage, rzecznik Al-Shaabab, przyznał, że to somalijscy rebelianci stali za zamachem i dodał, że stanowił on część nowej wojny przeciwko zagranicznym najeźdźcom, tj. wojskom AMISOM.